# Laelia hodopoea
Laelia hodopoea är en fjärilsart som beskrevs av Collenette 1955. Laelia hodopoea ingår i släktet Laelia och familjen tofsspinnare. Inga underarter finns listade i Catalogue of Life.